# L-O-V-E
L-O-V-E è un singolo del pianista e cantante statunitense Nat King Cole, pubblicato nel 1965 ed estratto dall'omonimo album.

## Descrizione
La titletrack è scritta da Milt Gabler e Bert Kaempfert. Successivamente il brano fu registrato da numerosi artisti fra cui Frank Sinatra, la figlia Natalie, Michael Bublé, il cast di Glee e recentemente da Joss Stone.
Il brano venne pubblicato nell'album omonimo, l'ultimo di Cole, pubblicato prima della sua morte avvenuta il 15 febbraio 1965.

## Cover

### Versione di Joss Stone
L-O-V-E è il terzo singolo estratto dall'album Introducing Joss Stone della cantante Joss Stone uscito nel 2007. La cover è stata realizzata per la campagna pubblicitaria di Chanel di Joe Wright, ed è stata pubblicata in tutto il mondo su iTunes il 18 settembre 2007.

### Classifiche
| Classifica(2007) | posizione massima |
| ---------------- | ----------------- |
| Italia           | 69                |
| Lussemburgo      | 9                 |
| Svizzera         | 75                |
| Regno Unito      | 100               |